# 林家希林
林家 希林（はやしや きりん、1989年2月10日 - ）は、東京都文京区出身の落語家、タレント。本名：佐藤 嘉由生。身長193センチメートル。
大相撲元大関で7代目伊勢ヶ濱親方の清國勝雄の次男。母は国宝犬山城12代目城主平岩親吉の末裔で、日本舞踊藤間流の名取。片男波部屋の元力士の玉ノ国光国、玉乃島新は従兄。

## 来歴
東京都文京区生まれ、浅草育ち。中学時代は相撲に取り組んでおり、2年次には当時序二段だった現役力士に勝利することもあった。一時期は父・清國の後を追って力士になろうと考えていたが、高校に進学すると芸能界に気持ちが傾き、大手芸能事務所にモデルとして登録していた時期もあった。高校で林家木久扇の「学校寄席」を聞き、これがきっかけで落語に熱中した。数年後、両親と行ったあるパーティーで、父と木久扇が知り合いだったことが判明し、これが決め手となって入門を決めた。
2009年3月、林家木久扇に入門。前座見習としてスタート。同年9月、前座となる。「林家木りん」の名は、背が高い「キリン」と中国で縁起がいいとされる「麒麟」から付けられた。
2013年11月、二ツ目昇進。この昇進を機に「普通にいけば真打ち昇進には、あと10年はかかる。先輩方を見ると、二ツ目で売れた方が多い。自分も二ツ目で知名度を上げ、実績を残して真打ちを迎えたい」と感じるようになった。バラエティー、役者、モデルと、落語の枠にとらわれず幅広く活動するべく、両親や木久扇の勧めもあってワタナベエンターテインメントの門を叩き、2020年まで所属。落語の方では三遊亭好吉、三遊亭わん丈など若手落語家と共に全国各地を飛び回ることも多い。
2023年9月下席より、林家まめ平、柳家かゑる改メ二代目柳家平和、柳家さん光改メ柳家福多楼と共に真打に昇進し、「林家希林」に改名。9月2日に両国国技館で真打昇進披露パーティーを行った。2023年10月8日放送の笑点に出演。真打ち披露口上で師匠木久扇と共演した。

## 人物・エピソード
- 力士であった父の血を受け継いだこともあり、身長193cmと落語界一の長身で知られ、袴やジャケットが似合うと定評がある。
- 親交のある笑福亭鶴瓶が出演するテレビ東京系『きらきらアフロ』を見学に行った際に突然カメラの前に引っ張り出され、どうしていいか分からなくなったところで鶴瓶がフォローしてくれたことがある。本人はそれが悔しくてならず、それ以来、落語やフリートークの力を向上させようと自分自身を鍛えることに努力したという[1]。
- 流石景の漫画『ドメスティックな彼女』のファンでブログやTwitterでは度々言及している。また、2019年には流石とコラボレーションをした手ぬぐいを販売したこともあった。
- 立川かしめとインスタライブをしていた。
- 父の清國は、前妻および前妻との間に生まれた長男・長女と日本航空123便墜落事故で死別した。木りんの本名「嘉由生」は、異母兄・異母姉の名前から1文字ずつ取られている。
  - 一方、 師匠である木久扇（当時、木久蔵）はこの事故に危うく巻き込まれる所であった（徳島で阿波踊りに参加すべく他の笑点メンバーと共に徳島入りする予定であったが、徳島便の遅延により当便を利用して伊丹空港から神戸港を経由し船で徳島入りする案が出ていた）が、同乗予定の林家こん平が「いいじゃないかい、決まった便でゆったり行こうよ」と提案したため当便には乗らず、事故を回避している[9]。
- 競馬好きとしても知られており、ラジオ番組『netkeiba プレゼンツ 林家希林とメシ馬の「馬並みな話ではございますが」』のパーソナリティを務められたり、地方競馬のYouTube配信に多数出演している。また、報知新聞に予想コラムを掲載していた。
- 2025年2月、浅草橋駅西口に「Bar 希林」をオープン。不定期に営業している。また、同じ店舗のランチタイムには、兄弟子の林家木久蔵（2代目）が間借りする形で平日ランチ限定・予約制の牛丼店「天角 〜熟成UMAMI牛丼〜」を開いている[10]。

## 独演会・落語会
- 2018年12月からは国の重要文化財である神宮外苑の聖徳記念絵画館にて２か月に一度の独演会を開催し、異ジャンルのトークゲストを迎え、来場者を楽しませている。（現在は東京オリンピックの影響で休止中）

| 開催日         | ゲスト                              |
| -------------- | ----------------------------------- |
| 2019年2月16日  | 天星術師 星ひとみ                   |
| 2019年4月13日  | 「ドメスティックな彼女」作者 流石景 |
| 2019年6月22日  | IZAM（SHAZNA）                      |
| 2019年8月31日  | 超魔術師 Mr.マリック                |
| 2019年10月19日 | ものまねタレント 古賀シュウ         |
| 2019年12月7日  | 元プロ野球選手 パンチ佐藤           |

- 聖徳記念絵画館の独演会では電子決済サービス「PayPay」をいち早く導入し、話題に。（2019年2月〜）[11]

- 2022年12月4日 東京証券会館（東京都中央区日本橋）にて、『林家木りん落語会』開催。

## 出演

### テレビ
- テレビ東京「きらきらアフロ」（2011年7月22日放送）[12]
- 日本テレビ「PON!」（2014年8月15日放送）[13]
- 日本テレビ「笑点」
  - （2016年7月31日） - 「若手大喜利」コーナー
  - 「お正月だよ！笑点大喜利祭り！」（2020年1月1日放送） - 木久扇笑点50年企画～力士と大喜利をする～
  - （2023年10月8日放送[14]） - 新真打披露口上
  - （2024年3月24日放送[15]） - 「林家木久扇一門 vs 笑点メンバーの対抗大喜利 」座布団運び
  - BS日テレ「笑点 特大号」（2017年2月15日放送） - 「若手大喜利」コーナー
- 日本テレビ「ぐるぐるナインティナイン」（ 2016年8月18日放送） - 林家たい平師匠オススメの「イケメン落語家BEST3」
- 日本テレビ「1周回って知らない話」（2018年9月５日放送[16]） - 芸能界 高身長ランキング
- BS朝日「極上空間」（2018年12月9日放送[17]） - 師匠・木久扇＆兄弟子・木久蔵と３人でドライブ
- フジテレビ「四季彩キッチン[18]」（2019年4月1日）
- STV「ブギウギ専務」（2024年2月9日放送）
- フジテレビ「ウマウマ! 〜アノミズキのビギナー育成TV〜」（2024年4月20日／2024年4月27日放送）
- BS11「BSイレブン競馬中継」
  - SATURDAY（2024年5月18日／2024年10月26日放送）
  - SUNDAY（2024年8月4日放送）
- テレビ東京「SHOW激！今夜もドル箱」（2024年7月9日放送[19]）
- グリーンチャンネル「グリーンチャンネル地方競馬中継」（2024年8月18日放送）
- グリーンチャンネル「水曜馬スペ！競馬アナログゲームパーク」（2024年9月4日／2024年9月11日放送[20]）

### ラジオ
- ニッポン放送「高田文夫のラジオビバリー昼ズ」（2010年7月13日放送[21]／2018年6月11日放送[22]）
- 文化放送「大竹まこと ゴールデンラジオ!」（2018年10月2日放送[23]）
- TOKYO FM「坂本美雨のディアフレンズ」（2018年10月31日放送[24]）
- JFN「ON THE PLANET」（2018年11月13日放送[25]／2019年１月1日放送[26]）
- ラジオ日本 ニューギンプレゼンツ「今夜の傾奇者!ちょっといい話（第5弾）」（2020年1月24日放送）
- NHKラジオ第1放送「NEXT名人寄席」（2020年1月25日放送[27]）
- NHKラジオ第1放送「ラジオ深夜便」（2021年10月24日放送[28]）
- K-MIX「林家希林とかしめ・洋平の今夜は話さナイト」（K-MIX、2022年4月7日 - ）
- 文化放送「くにまる食堂」（2023年1月27日放送[29]／2023年8月25日放送[30]）
- 文化放送「日本大相撲トーナメント」
  - 第四十七回大会（2023年2月5日放送[31]、花道リポーター）
  - 第四十八回大会（2024年2月11日放送[32]、花道リポーター）
- TBSラジオ「土曜ワイドラジオTOKYO ナイツのちゃきちゃき大放送」（2023年11月4日放送[33]）
- FM NACK5「キラスタ」（2023年12月25日放送[34]）
- InterFM897 netkeiba プレゼンツ 林家希林とメシ馬の「馬並みな話ではございますが」（2024年4月6日 - ）
- ラジオNIKKEI「日本テレビ盃実況中継」（2024年9月25日放送[35]）

### ウェブテレビ
- 東京ハイボール　シーズン3（2018年9月-2019年6月、ピクションシネマ）レギュラー案内人[36]
- YouTube「KIKUKIN TV」（2020年1月１日〜） - 木久扇師匠が弟子と遊ぶシリーズ[37]
- YouTube「ヨルノヲケイバ 高知けいばライブ」（2022年7月2日／2023年5月20日／2024年11月30日）
- YouTube「船橋ハートビートライブ」（船橋ケイバ）
  - MC（2024年9月26日[注 4]／2024年11月26日）
  - ゲスト（2023年2月7日／2023年9月29日／2023年12月20日／2024年6月29日／2024年8月27日）
- YouTube「ウマきゅん」（2024年8月1日／2024年11月7日、東京シティ競馬）
- netkeiba「ウマい！予想ライブ」（2024年9月22日）

### イベント
- ニューギン「花慶の日」連れ慶応援隊長（2019年〜）[38]
- 東京シティ競馬「いくぞ！1、2、3ダート！スペシャルトークショー」MC（2024年10月1日）

## 著書・書籍
- 「師匠! 人生に大切なことはみんな木久扇師匠が教えてくれた」（文藝春秋、2018年6月） ISBN 978-4163907369
- 「林家木久扇一門本 〜天下御免のお弟子たち〜」 木久扇と弟子たち（著） （秀和システム、2022年1月） ISBN 978-4798066066
- 「キャリア教育に活きる! 仕事ファイル (45)笑いの仕事」（小峰書店、2024年4月） ISBN 978-4338366038